# Myroxylon
Myroxylon és un gènere botànic de sol 86 espècies d'arbres leguminosos de Centreamèrica i Sud-amèrica, en la família de les Fabaceae.
És un arbre ben conegut al món occidental com a font del bàlsam del Perú i del bàlsam de Tolú.
Són petits arbres de prop de 12 m d'altura, amb fulles perennes, pinnadas, de 15 cm de longitud amb uns 5-13 folíols. Les flors són blanques amb estams grocs, produïts en rams. El fruit és un llegum de 7-11 cm de longitud, contenint una sola llavor.

## Distribució
Myroxylon és un gènere d'arbre cultivat a Amèrica Central (principalment a El Salvador) i Amèrica del Sud.
Myroxylon balsamum es produeix a Centreamèrica i nord i oest d'Amèrica del Sud, és força freqüent en el bosc tropical a una altitud de 200 a 690 m. A Perú i Brasil aquesta espècie està associada majoritàriament amb rius, i de vegades creix en sòls laterítics. Es troba en restes de bosc mesòfil. Actualment es considera que és menys preocupant segons la classificació de CITES.

## Sinonímia
- Toluifera [L.]